# Lijst van nummer 1-hits in Wallonië in 2010
Deze hits stonden in 2010 op nummer 1 in de Waalse Ultratop 40, de bekendste hitlijst in Wallonië. Vanaf 4 september 2010 stonden er 50 singles in de lijst en werd de naam veranderd in de Waalse Ultratop 50.
| Datum        | Artiest                     | Titel                            |
| ------------ | --------------------------- | -------------------------------- |
| 2 januari    | The Black Eyed Peas         | Meet me halfway                  |
| 9 januari    | The Black Eyed Peas         | Meet me halfway                  |
| 16 januari   | Ke$ha                       | Tik tok                          |
| 23 januari   | Ke$ha                       | Tik tok                          |
| 30 januari   | Ke$ha                       | Tik tok                          |
| 6 februari   | Ke$ha                       | Tik tok                          |
| 13 februari  | Ke$ha                       | Tik tok                          |
| 20 februari  | Ke$ha                       | Tik tok                          |
| 27 februari  | Artists For Haïti           | We are the world 25 for Haïti    |
| 6 maart      | David Guetta & Kid Cudi     | Memories                         |
| 13 maart     | David Guetta & Kid Cudi     | Memories                         |
| 20 maart     | David Guetta & Kid Cudi     | Memories                         |
| 27 maart     | David Guetta & Kid Cudi     | Memories                         |
| 3 april      | Lady Gaga & Beyoncé         | Telephone                        |
| 10 april     | Lady Gaga & Beyoncé         | Telephone                        |
| 17 april     | Lady Gaga & Beyoncé         | Telephone                        |
| 24 april     | Lady Gaga & Beyoncé         | Telephone                        |
| 1 mei        | Lady Gaga & Beyoncé         | Telephone                        |
| 8 mei        | Stromae                     | Alors on danse                   |
| 15 mei       | Lady Gaga & Beyoncé         | Telephone                        |
| 22 mei       | Stromae                     | Alors on danse                   |
| 29 mei       | Stromae                     | Alors on danse                   |
| 5 juni       | Tom Dice                    | Me and my guitar                 |
| 12 juni      | Tom Dice                    | Me and my guitar                 |
| 19 juni      | Shakira ft. Freshlyground   | Waka waka (This time for Africa) |
| 26 juni      | Shakira ft. Freshlyground   | Waka waka (This time for Africa) |
| 3 juli       | Shakira ft. Freshlyground   | Waka waka (This time for Africa) |
| 10 juli      | Shakira ft. Freshlyground   | Waka waka (This time for Africa) |
| 17 juli      | Shakira ft. Freshlyground   | Waka waka (This time for Africa) |
| 24 juli      | Shakira ft. Freshlyground   | Waka waka (This time for Africa) |
| 31 juli      | Shakira ft. Freshlyground   | Waka waka (This time for Africa) |
| 7 augustus   | Yolanda Be Cool & DCUP      | We no speak Americano            |
| 14 augustus  | Yolanda Be Cool & DCUP      | We no speak Americano            |
| 21 augustus  | Yolanda Be Cool & DCUP      | We no speak Americano            |
| 28 augustus  | Shakira ft. Freshlyground   | Waka waka (This time for Africa) |
| 4 september  | Yolanda Be Cool & DCUP      | We no speak Americano            |
| 11 september | Eminem featuring Rihanna    | Love the way you lie             |
| 18 september | Eminem featuring Rihanna    | Love the way you lie             |
| 25 september | Eminem featuring Rihanna    | Love the way you lie             |
| 2 oktober    | Taio Cruz                   | Dynamite                         |
| 9 oktober    | Rihanna                     | Only Girl (In the World)         |
| 16 oktober   | Rihanna                     | Only Girl (In the World)         |
| 23 oktober   | Duck Sauce                  | Barbra Streisand                 |
| 30 oktober   | Rihanna                     | Only Girl (In the World)         |
| 6 november   | Shakira feat. Dizzee Rascal | Loca                             |
| 13 november  | Shakira feat. Dizzee Rascal | Loca                             |
| 20 november  | Duck Sauce                  | Barbra Streisand                 |
| 27 november  | The Black Eyed Peas         | The time (Dirty bit)             |
| 4 december   | The Black Eyed Peas         | The time (Dirty bit)             |
| 11 december  | The Black Eyed Peas         | The time (Dirty bit)             |
| 18 december  | The Black Eyed Peas         | The time (Dirty bit)             |
| 25 december  | The Black Eyed Peas         | The time (Dirty bit)             |